# ペルティナクス
プブリウス・ヘルウィウス・ペルティナクス（Publius Helvius Pertinax, 126年8月1日 - 193年3月28日）は、古代ローマの軍人および第18代ローマ帝国皇帝（在位193年1月1日 - 193年3月28日）で、五皇帝の年における最初の帝位請求者。一般にペルティナクス（Pertinax）と略称される場合が多い。
皇帝即位前は将軍や属州総督を勤め、コンモドゥス帝暗殺によるネルウァ＝アントニヌス朝断絶後に元老院と近衛隊の推挙を受けて皇帝となったが、同年の内に暗殺された。

## 生涯

### アウレリウス帝時代
現在のピエモンテ州付近にあったアルバ・ポンペイア（アルバ・ロンガとは異なる）で解放奴隷である自由民階層の家庭に生まれた。
成人すると修辞法の教師として職を得るが、途中でより待遇の良い帝国軍の兵士に転じた。軍人としての才能を発揮したペルティナクスは百人隊長となり、更にパルティア戦争で優れた働きを見せて軍団司令官にまで立身した。幾つかの軍団の指揮官を歴任した後、ダキア総督として政界に進出した。
忠誠を疑った時の皇帝マルクス・アウレリウスに疎まれて左遷されていた時期もあったが、マルコマンニ戦争で総司令官クラウディウス・ポンペイウス（皇女ルキアの夫であった）の副将として復帰を許された。175年にはアウレリウス帝からこれまでの功績を評価されて執政官に指名され、シリア、上下モエシアの総督を歴任している。

### コンモドゥス帝時代
アウレリウス帝の長男コンモドゥスが皇帝に戴冠した後も属州の要職を任されていた。しかしコンモドゥス帝の右腕であった近衛隊長セクストゥス・ペレンニスと対立し、両者の諍いに皇帝はペルティナクスを公職から遠ざける決定を下した。二度目の失脚に追い込まれたペルティナクスだったが、ペレンニスがコンモドゥス帝に粛清されるとブリタニア総督として皇帝の側近に復帰した。
前総督ウルピウス・マルケルスに対する大規模な兵士の反乱が起きていたブリタニアで、ペルティナクスは反乱兵の待遇改善の要求を拒絶して容赦の無い鎮圧を行った。その為に何度も反乱兵から命を狙われたが、むしろペルティナクスは更に反乱兵を処罰して無慈悲な人物という評価を得る事となった。187年には反乱の激化を恐れたコンモドゥス帝によって、ブリタニア総督からアフリカ総督に転任を命じられた。
とはいえ皇帝に重用されている事に代わりは無く、192年には二度目の執政官叙任を受けた上で首都長官に栄転している。新たな近衛隊長クレアンデルの専横と穀物危機がローマでの暴動に繋がると、近衛隊を恣意的に動員して暴動を封殺しようとしたクレアンデルを首都防衛隊によって阻止した。立場を失ったクレアンデルはコンモドゥス帝に処刑され、ローマの暴動は収まった。
ローマ暴動後、元より不安定な部分があったコンモドゥス帝が明確に正気を失って暴政を繰り広げるようになると、宮廷内でコンモドゥス暗殺の謀議が巡らされた。ペルティナクスはこの暗殺計画に関与していた人物の一人であった。192年、皇帝の妾マルキアと近衛隊長クィントゥス・アエリウス・ラエトゥスによってコンモドゥス帝は暗殺された。暗殺の翌日に首都長官としてローマに滞在していたペルティナクスはラエトゥスとの密約に従って、新たな皇帝への即位を民衆に宣言した。

### 皇帝即位後
ペルティナクス帝の僅かな統治間（86日間）は常に政治的な問題に直面し続けた。ペルティナクスの統治について、ギボンはアウレリウス帝時代の禁欲的な文化政策と緊縮財政を目標としていたようだと考察している。だが急激な改革は議会から多大な反発を受ける事に繋がった。また皇帝即位時の慣例であったドナティブム（近衛隊に対する特別給金）を行わないなど支持基盤である近衛兵隊を冷遇し、ラエトゥスとの関係までも冷却化させてしまった。
焦ったペルティナクス帝は先帝であるコンモドゥス帝の遺産の一部（妾マルキアの邸宅を含む）を没収して、ドナティブム用の資金作りに奔走している。しかし反ペルティナクス派は帝国の支配者層で確固たる勢力となっており、早くも3月にはオスティア港訪問中に暗殺未遂事件が発生している。首謀者は執政官クィントゥス・ソシウス・ファルコを即位させようとする反ペルティナクス派の元老院議員達で、ペルティナクスはソシウスは恩赦しつつも反ペルティナクス派議員の処刑を行った。この一件で元老院とペルティナクス帝の不和も決定的となった。

### 暗殺
元老院による暗殺未遂から数週間後の193年3月28日、今度は近衛隊がペルティナクスを殺害するべく宮廷の城門に集結した。ペルティナクスを嫌っていた宮殿の衛兵や役人達はあっさり反乱兵を宮殿に迎え入れ、窮地に陥ったペルティナクスは近衛隊長ラエトゥスを反乱軍へ送ったが、ラエトゥスも皇帝を見限って反ペルティナクス派に転じてしまった。側近達はペルティナクスに脱出を促したが彼はこれを拒み、兵士達に説得の演説を行った。ペルティナクスの演説は巧みなものだったが、演説の最中に兵士の一人に剣を突き刺され死亡した。
ペルティナクスは皇帝即位のリスクを理解していたとされ、妻フラヴィア・ティティアナに皇妃の称号を与えなかった。このお陰でフラヴィアは次の皇帝ディディウス・ユリアヌスによる粛清を免れる事が出来た。
近世イタリアの歴史家ニコロ・マキャヴェリはペルティナクスの治世について、「兵士から憎み嫌われ、軍を支配できなかった」と否定的に評価している。

## 引用
1. ↑  Bowman, pg. 1
2. ↑  Thomas, History of the Roman Empire from the time of Vespasian to the Extinction of the Western Empire (1853), pg. 158. Although Commodus was killed on 31 December 192, Pertinax was not acclaimed emperor until 1 January 193.
3. 1 2  Dio, 74:3
4. ↑  Historia Augusta, Pertinax, 1:1
5. 1 2 3  Canduci, pg. 50
6. ↑  Historia Augusta, Pertinax, 1:6
7. ↑  Historia Augusta, Pertinax, 2:1
8. 1 2  Birley, pg. 173
9. ↑  Historia Augusta, Pertinax, 2:4
10. ↑  Meckler, www.roman-emperors.org/pertinax.htm
11. 1 2  Historia Augusta, Pertinax, 3:3
12. ↑  Dio, 74:4
13. 1 2  Birley, pg. 174
14. ↑  Historia Augusta, Pertinax, 3:10
15. ↑  Historia Augusta, Pertinax, 4:1
16. ↑  Victor, 18:2
17. ↑  Historia Augusta, Pertinax, 4:5
18. 1 2  Gibbon, Ch. 4
19. 1 2  Dio, 74:8
20. ↑  Zosimus, 1:8
21. 1 2  Bowman, pg. 2
22. ↑  Dio, 74:5
23. ↑  Historia Augusta, Pertinax, 7:8
24. ↑  Historia Augusta, Pertinax, 10:4
25. ↑  Historia Augusta, Pertinax, 11:1
26. ↑  Historia Augusta, Pertinax, 11:7
27. ↑  Dio, 74:10
28. ↑   Bowman, pg. 1
29. ↑  君主論